# فیل لیدز
فیل لیدز (انگلیسی: Phil Leeds؛ ۶ آوریل ۱۹۱۶ – ۱۶ اوت ۱۹۹۸) یک هنرپیشه اهل ایالات متحده آمریکا بود. وی بین سال‌های ۱۹۴۹ تا ۱۹۹۸ میلادی فعالیت می‌کرد.

## گزیده فیلمشناسی
از فیلم‌ها یا برنامه‌های تلویزیونی که وی در آن نقش داشته‌است می‌توان به آثار زیر اشاره کرد.
- مانکیز (۱۹۶۶)
- بچه رزماری (۱۹۶۸)
- آب را نخورید (۱۹۶۹)
- فیلم صامت (۱۹۷۶)
- تاریخ جهان، قسمت ۱ (۱۹۸۱)
- ساحل‌ها (۱۹۸۸)
- روح (۱۹۹۰)
- ظرف صابون (۱۹۹۱)
- آن زن گفت، آن مرد گفت (۱۹۹۱)
- فرانکی و جانی (۱۹۹۱)
- همه چیزی که برای کریسمس می‌خواهم (۱۹۹۱)
- دوتا زیاده (۱۹۹۶)
- فرندز (۱۹۹۶)
- قبیله کریپندورف (۱۹۹۸)